# Joris Diels
Pour les articles homonymes, voir Diels.
Joris Diels, né à Anvers, le 14 janvier 1903, et mort à Scheveningen, le 16 juin 1992, est un acteur flamand, un metteur en scène de théâtre et un réalisateur de cinéma.

## Introduction
Il fut le fondateur, en 1923, du Vlaamsch Kamertooneel (le Théâtre de chambre flamand). Avant et pendant la Seconde Guerre mondiale, il fut directeur du Théâtre royal néerlandais (Koninklijke Nederlandsche Schouwburg) d'Anvers.  Pour ne pas avoir renoncé à son poste pendant l'occupation, il fut d'abord condamné, puis, en 1948, acquitté.  Certains groupes s'opposèrent à son retour en Belgique, de sorte qu'après la guerre, il travailla surtout aux Pays-Bas, où il put rejoindre sa femme qui s'y était déjà établie.  En 1949, il fut cofondateur de la Toneelacademie Maastricht (l'Académie de théâtre de Maastricht),, puis, à partir de 1955, metteur en scène et, finalement, directeur artistique de la compagnie Haagse Comedie (Comédie de La Haye).
Diels était marié avec l'actrice juive Ida Wasserman (1901-1977) et était le frère du chef d'orchestre et compositeur Hendrik Diels (1901-1974),.

## Biographie

### 1903-1925: le Théâtre de chambre flamand
Comme son frère, Diels fit des études d'instituteur à l'école normale de la Ville d'Anvers.  Au théâtre de l'école, il joua, entre autres, des pièces françaises.  S'étant consacré davantage au théâtre, il fonda, en 1923, après ses études, le Théâtre de chambre flamand (Vlaamsch Kamertooneel).  Dans une salle à l'étage du théâtre El Bardo, au marché Saint-Jacques 96, la troupe portait à la scène le théâtre innovateur de dramaturges modernes tels qu'Arthur Schnitzler, Georg Kaiser ou Anton Tchekhov.  Diels y était à la fois acteur et metteur en scène, portant une attention particulière aux innovations dans le monde du théâtre, où on réagissait, dans cette période, contre le réalisme et le naturalisme.

### 1925-1938: première période au Théâtre royal néerlandais
En 1925, Diels fut recruté comme régisseur et acteur par Jan Oscar De Gruyter, le directeur du Théâtre royal néerlandais.  Plus tard, De Gruyter lui confia la tâche de metteur en scène.  En 1927, Diels joua une saison au Hollandsch Tooneel (Le Théâtre néerlandais) d'Amsterdam, où sa future épouse Ida Wasserman était actrice.  Ils se marièrent en septembre 1928 et jouèrent ensuite ensemble au Théâtre royal néerlandais.
Malgré la politisation des nominations au sein de l'administration communale d'Anvers, et bien que Diels n'appartînt ni à la franc-maçonnerie ni au parti socialiste, mais grâce au soutien du bourgmestre socialiste Camille Huysmans, qui alla à l'encontre de l'opinion des membres de son propre parti, Diels put succéder à Willem Benoy (1882-1939) au directorat du Théâtre royal néerlandais le 21 septembre 1935.  Il introduisit quelques innovations et, grâce à la reprise économique en 1935-1936, il put raviver l'intérêt du public.  Toutefois, après trois saisons, son contrat ne fut pas renouvelé.

### 1938-1939: la Compagnie Joris Diels
Diels, ayant décidé de former sa propre troupe, rassembla autour de lui plusieurs comédiens importants, comme sa femme Ida Wasserman, René Bertal, Jos Gevers, Bob Storm et le metteur en scène néerlandais Ben Royaards, qu'il avait recruté pour le Théâtre royal néerlandais l'année précédente.  Le 27 septembre 1938, le théâtre du Cercle royal artistique (Koninklijk Kunstverbond), qu'il avait loué près du théâtre Bourla, fit salle comble pour la pièce Elk wat wils (Comme il vous plaira) de William Shakespeare, la première représentation du Gezelschap Joris Diels.  Le bourgmestre d'Anvers, Huysmans, qui n'avait pas marqué son accord avec le changement de direction au sein du Théâtre royal néerlandais, assista au spectacle d'ouverture.

### 1939-1944: deuxième période au Théâtre royal néerlandais
Quand, en 1939, le Théâtre royal néerlandais était à nouveau en difficulté, la Ville revint sur sa décision, après de longues négociations, et rengagea Diels comme directeur le 12 octobre 1939, après quoi celui-ci se produisait dans deux salles de théâtre.  La nouvelle saison débuta le 25 octobre 1939 avec Madame Sans Gêne de Victorien Sardou et Émile Moreau.
Encore en 1939, Diels fonda l'Institut supérieur d'art dramatique et de mise en scène (Hoger Instituut voor Toneel en Regie), où de futurs acteurs recevaient, à part une formation de comédien, aussi une éducation culturelle plus large.  Des actrices telles que Dora van der Groen et Yvonne Lex étudièrent à cet institut, qui cessa déjà d'exister en 1944.
Le 10 mai 1940, au début de l'envahissement de la Belgique, tous les théâtres fermèrent leurs portes, et Diels s'enfuit avec une grande partie de sa compagnie vers le sud de la France,.  Après la capitulation, Diels revint en Belgique et, le 17 août 1940, avec le consentement du bourgmestre catholique d'alors, Delwaide, et du Stadtkommandant allemand Delius, il fut réembauché pour la saison 1940-1941.  Toutefois, l'occupant lui imposa certaines restrictions quant au répertoire, comme l'interdiction de jouer des pièces d'auteurs juifs ou anglo-saxons, à l'exception de Shaw ; de surcroît, il ne lui fut pas permis de rengager son épouse juive, Ida Wasserman,.
À la suite de la création du Grand Anvers en 1942, les théâtres furent placés sous une direction unique.  Le 27 mai 1942, Diels fut nommé directeur général des Théâtres royaux d'Anvers, y compris l'Opéra royal flamand (Koninklijke Vlaamsche Opera), où son frère Hendrik assurait la gestion quotidienne.  La même année, Diels prit l'initiative de créer le Théâtre de la jeunesse (Jeugdtheater), dont le metteur en scène Fred Engelen obtint la direction, et dont la première représentation eut lieu dans la salle Concordia de la rue du Grand Hôpital (Lange Gasthuisstraat) d'Anvers le 3 octobre 1942.  En outre, Diels introduisit une nouveauté : celle de clore la saison du Théâtre royal flamand avec une revue des comédiants (Komediantenrevue), une tradition de courte durée, puisqu'elle ne se maintint que jusqu'en 1955.  
À partir de la saison 1943-1944, Diels organisa les Après-midi de la poésie (Middagen van de poëzie), sous la direction du déclamateur Jan Brouwers.

### 1944-1992: après la libération de la Belgique
Fin août 1944, Diels, qui était membre de la DeVlag, fut averti de l'épuration imminente et il décida de se cacher.  Dans sa cachette, il s'occupa d'écrire des scénarios de film, entre autres avec Henri Storck.  Le 29 avril 1947, il fut condamné par contumace à une peine de quinze ans de prison.  Diels se rendit aux autorités, mais fit appel de cette décision.  Après avoir purgé six mois en prison, il fut acquitté le 30 août 1948.  Toutefois, il lui était impossible de reprendre sa fonction au Théâtre royal flamand.  Il rejoignit alors sa femme, qui, ayant été engagée par la Comédie de La Haye, s'était établie aux Pays-Bas,.  Diels y travailla principalement pour des compagnies néerlandaises.
Invité à réaliser une mise en scène pour la Comédie de La Haye en 1950, Diels se vit confronté à ces détracteurs : avec de l'aide venue de la Belgique, l'Association des Comédiens (Vereniging van Toneelspelers) avait établi un dossier à charge contre lui, qu'elle avait envoyé aux journaux, de sorte que tous les critiques dramatiques l'avaient reçu avant la première.  Même si la campagne de diffamation n'eut aucun effet sur les critiques, une représentation à Amsterdam fut annulée et d'autres projets ne purent se réaliser.  Ce ne fut qu'en 1955 que Diels devint metteur en scène permanent de la Comédie de La Haye.
À une autre occasion, mais vers la même époque, Diels subit l'inimitié des calomniateurs, à savoir à Woluwe-Saint-Pierre, où il avait été invité pour monter la pièce Marie la Misérable de Michel de Ghelderode (dans la version néerlandaise : Lenneke Mare), mais il bénéficiait du soutien de deux francophones, Maurice Huysman, responsable de ce projet, et l'échevin Pierre Lévi de Woluwe, de sorte que la représentation put avoir lieu. Il est à noter qu'en 1942, Diels aurait refusé de jouer, au Théâtre royal flamand, une autre pièce du même dramaturge dans la traduction néerlandaise de Willem Doevenspeck sous prétexte qu'elle était trop brève pour remplir la soirée, alors que De Ghelderode, un antisémite notoire, soupçonnait la femme juive de Diels d'être à l'origine, en pleine Seconde Guerre mondiale, du refus de sa pièce Hop Signor !
Outre deux téléfilms belge et néerlandais (Bietje, de 1961, et Arme Bitos, de 1962, d'après des pièces, respectivement de Sabbe et d'Anouilh), Diels réalisa deux longs métrages belges : 't Is wreed in de wereld (Le Monde est terrible), de 1954, d'après une comédie du dramaturge anversois Gustaaf de Lattin, et De roof van Hop-Marianneke (Le Rapt de la poupée), de 1955,.  Pour faire ces deux films, l'acteur et producteur Bob Storm, Joris Diels et les diamantaires juifs Louis Goovaerts et Nusin Szternfeld, qui avaient déjà investi dans la Société de production anversoise (Antwerpse Filmonderneming) d'Edith Kiel, créèrent leur propre entreprise : Brabo-Film.  Entre 1959 en 1977, Diels joua dans plusieurs téléfilms et longs métrages, dont Pallieter (1976) du réalisateur Verhavert, sur un scénario de Claus d'après le roman de Timmermans.

## Ressources

### Principales sources
- (nl) Cet article est partiellement ou en totalité issu de l’article de Wikipédia en néerlandais intitulé « Joris Diels » (voir la liste des auteurs).
- (nl) Toon Brouwers, Tussen De dronkaerd en Het kouwe kind: 150 jaar Nationael Toneel, KNS, Het Toneelhuis, Anvers, Ludion, 2003, p. 117, 123, 125, 127, 145, 193.
- (nl) Joos Florquin, Ten huize van… 6, Louvain, Davidsfonds, [s. d.] [ 1970 ], p. 9-45.
- (nl) Marianne Van Kerkhoven et Alex Mallems, « Joris Diels: in de bedding van de traditie », Etcetera, 1985-04, année 3, no  10, p. 54-59.